# Scottish League One 2022/23
Die Scottish League One wurde 2022/23 zum 10. Mal als dritthöchste Fußball-Spielklasse der Herren in Schottland ausgetragen. Die Liga wurde offiziell als cinch League One ausgetragen und war nach der Premiership, Championship und vor der League Two eine der vier Ligen in der 2013 gegründeten Scottish Professional Football League. Gefolgt wurde die League One von der League Two.
Die Saison wurde von der Scottish Professional Football League geleitet und ausgetragen und begann am 30. Juli 2022 und endete mit dem 36. Spieltag am 6. Mai 2023.
In der Saison 2022/23 traten zehn Klubs in insgesamt 36 Spieltagen gegeneinander an. Jedes Team spielte jeweils zweimal zu Hause und auswärts gegen jedes andere Team.

## Vereine
| Verein               | Stadt       | Stadion                 | Kapazität |
| -------------------- | ----------- | ----------------------- | --------- |
| Airdrieonians FC     | Airdrie     | Excelsior Stadium       | 10.101    |
| Alloa Athletic       | Alloa       | Recreation Park         | 03.100    |
| FC Clyde             | Cumbernauld | New Douglas Park        | 06.018    |
| Dunfermline Athletic | Dunfermline | KDM Group East End Park | 11.480    |
| Edinburgh City       | Edinburgh   | Meadowbank Stadium      | 01.280    |
| Kelty Hearts         | Kelty       | New Central Park        | 02.181    |
| FC Falkirk           | Falkirk     | Falkirk Stadium         | 07.937    |
| FC Montrose          | Montrose    | Links Park              | 04.936    |
| FC Peterhead         | Peterhead   | Balmoor Stadium         | 03.150    |
| Queen of the South   | Dumfries    | Palmerston Park         | 08.690    |

## Abschlusstabelle
| Pl. | Verein                   | Sp. | S  | U  | N  | Tore    | Diff. | Punkte |
| --- | ------------------------ | --- | -- | -- | -- | ------- | ----- | ------ |
| 1.  | Dunfermline Athletic (A) | 36  | 23 | 12 | 1  | 063:210 | +42   | 81     |
| 2.  | FC Falkirk               | 36  | 19 | 10 | 7  | 070:390 | +31   | 67     |
| 3.  | Airdrieonians FC         | 36  | 17 | 9  | 10 | 082:510 | +31   | 60     |
| 4.  | Alloa Athletic           | 36  | 17 | 6  | 13 | 056:470 | +9    | 57     |
| 5.  | Queen of the South (A)   | 36  | 16 | 6  | 14 | 059:590 | ±0    | 54     |
| 6.  | Edinburgh City (N)       | 36  | 15 | 6  | 15 | 060:550 | +5    | 51     |
| 7.  | FC Montrose              | 36  | 13 | 9  | 14 | 050:550 | −5    | 48     |
| 8.  | Kelty Hearts (N)         | 36  | 10 | 10 | 16 | 039:540 | −15   | 40     |
| 9.  | FC Clyde                 | 36  | 5  | 9  | 22 | 035:680 | −33   | 24     |
| 10. | FC Peterhead             | 36  | 3  | 7  | 26 | 019:840 | −65   | 16     |

Platzierungskriterien: 1. Punkte – 2. Tordifferenz – 3. geschossene Tore – 4. Direkter Vergleich (Punkte, Tordifferenz, geschossene Tore)
| Zum Saisonende 2022/23: |

| Zum Saisonende 2021/22: |                                                 |
| (A)                     | Absteiger aus der Scottish Championship 2021/22 |
| (N)                     | Aufsteiger aus der Scottish League Two 2021/22  |

## Relegation
Teilnehmer an den Relegationsspielen sind der Neuntplatzierte aus der diesjährigen League One sowie drei Mannschaften aus der League Two. Die Sieger der ersten Runde spielen in der letzten Runde um einen Platz für die folgende Scottish-League-One-Saison 2023/24.
Erste Runde
Die Spiele werden am 9. und 12./13. Mai 2023 ausgetragen.
|                | Gesamt |              | Hinspiel | Rückspiel |
| -------------- | ------ | ------------ | -------- | --------- |
| FC East Fife   | 1:2    | FC Clyde     | 0:1      | 1:1 n. V. |
| Annan Athletic | 6:0    | FC Dumbarton | 6:0      | 0:0       |

Zweite Runde
Die Spiele werden am 16. und 19. Mai 2023 ausgetragen.
|                | Gesamt |          | Hinspiel | Rückspiel |
| -------------- | ------ | -------- | -------- | --------- |
| Annan Athletic | 5:2    | FC Clyde | 3:1      | 2:1       |